# Tunnsnäckor
Tunnsnäckor (Tonnidae) är en familj i klassen snäckor.

## Kännetecken
Tunnsnäckorna har en skallängd på upp till 20 centimeter. De tillhör de framgälade snäckorna.

## Levnadssätt
Tunnsnäckorna lever i tropiska vatten ner till 100 meters djup. De är rovdjur som framför allt livnär sig på sjögurkor. Deras spottkörtlar kan producera svavelsyra som de kan använda som försvar om de blir angripna.